# Liên đoàn bóng đá Cộng hòa Trung Phi
Liên đoàn bóng đá Cộng hòa Trung Phi (RCA) (tiếng Pháp: Fédération centrafricaine de football) là tổ chức quản lý, điều hành các hoạt động bóng đá ở Cộng hòa Trung Phi. Liên đoàn quản lý đội tuyển bóng đá quốc gia Cộng hòa Trung Phi, tổ chức các giải bóng đá như vô địch quốc gia và cúp quốc gia. Liên đoàn bóng đá Cộng hòa Trung Phi gia nhập FIFA năm 1963 và CAF năm 1965.